# Parandra frenchi
Parandra frenchi là một loài bọ cánh cứng trong họ Cerambycidae.